# Krausz Károly
Krausz Károly, olykor Kraus (Pest, 1855. február 27. – Budapest, 1930. október 28.) magyar újságíró, anarchista, agitátor, kereskedő. 

## Élete
Krausz Albert és Stärk Netti fia, izraelita vallású. A 19. század utolsó harmadában a Schmitt Jenő Henrik által vezetett anarchisták propagandistája volt, a századfordulót követően pedig a Társadalmi Forradalom című lapot szerkesztette. A Magyarországi Tanácsköztársaság bukása után 1919. december 2-án Budapesten letartóztatták, s közel egy évig fogvatartották, később internálták. Szabadulása után az aktív politizálástól visszavonult. Felesége Wilcsek Emília volt. 1930-ban halt meg, hasnyálmirigyrákban.